# Geal-Chàrn (Ben Alder)
Der Geal-Chàrn ist ein als Munro und Marilyn eingestufter, 1132 Meter hoher Berg in Schottland. Sein gälischer Name kann in etwa mit Weißer Berg übersetzt werden.
Er liegt in der Council Area Highland in den Grampian Mountains östlich von Fort William zwischen Loch Ossian und Loch Ericht als Teil einer insgesamt vier Munros und diverse weitere Gipfel aufweisenden, in etwa von Südwesten nach Nordosten verlaufenden Bergkette. Vom südöstlich benachbarten breiten Massiv des Ben Alder ist die Bergkette durch den breiten, auf bis 722 Meter Höhe liegenden Bealach Dubh getrennt. 

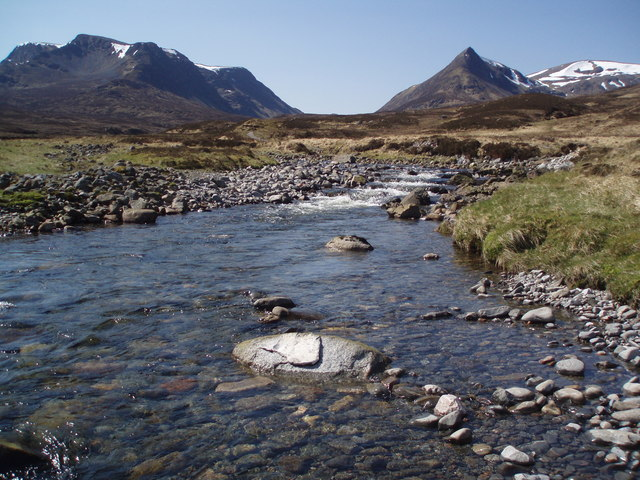
Blick von Nordosten auf den Ben Alder (links) und die Lancet Edge mit dem Vorgipfel Sgòr Iutharn, dahinter das breite Gipfelplateau des Geal-Chàrn (rechts)

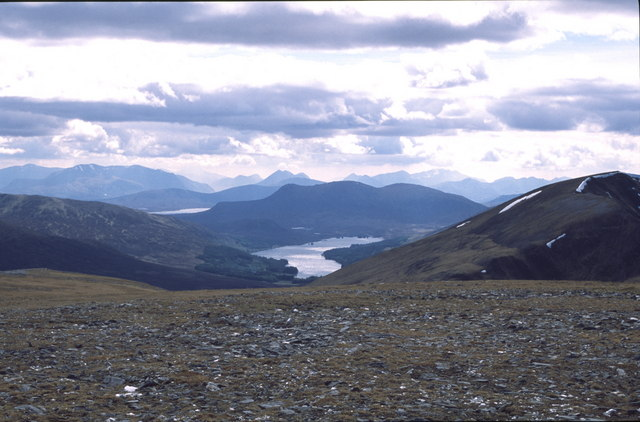
Blick vom Gipfelplateau nach Südosten auf Loch Ossian

Der Geal-Chàrn weist ein breites und flaches, etwa einen Quadratkilometer großes Gipfelplateau mit insgesamt drei flachen, wenig markanten Gipfeln auf, deren höchster im Westen des Plateaus liegt und durch einen Cairn markiert ist. Das Plateau fällt nach fast allen Seiten mit steilen, teils felsdurchsetzten Wänden ab. Nach Westsüdwest vermittelt ein schmaler, durchweg auf über 1000 Meter Höhe bleibender Grat den Übergang zum benachbarten, 1116 Meter hohen Aonach Beag. Nach Nordosten senkt sich ein felsiger Grat zum 925 Meter hohen Vorgipfel Diollaid a’ Chairn ab, mittels dessen ein Übergang zum Càrn Dearg besteht. Nach Norden verläuft ein kurzer und auf etwa 800 Meter abfallender Grat, der Sròn Gharbh, nach Süden ein kurzer und breiter, in den Felsen des Vorgipfels Sron Ruadh auslaufender Grat. Am auffälligsten ist der sich nach Osten anschließende und durch eine flache Senke vom Gipfelplateau getrennte, 1028 Meter hohe und felsige Vorgipfel Sgòr Iutharn. Dieser umschließt mit seinen steil abfallenden Nordwänden zusammen mit dem Grat zum Diollaid a’ Chairn den auf etwa 700 Meter Höhe liegenden Loch an Sgòir, nach Osten fällt er mit der markanten, von Nordosten weithin sichtbaren Lancet Edge, einem steilen Felsgrat, in das Tal des am Bealach Dubh entspringenden Allt a’ Bhealaich Dhuibh ab. 
Aufgrund seiner Lage in unbewohntem Bergland weit abseits öffentlicher Straßen ist eine Besteigung des Geal-Chàrn nur mit Biwak und langen Fußmärschen oder unter Nutzung von Mountain-Bikes möglich. Viele Munro-Bagger besteigen die vier Gipfel der Bergkette im Rahmen einer Überschreitung entlang des Hauptgrats, entweder beginnend mit dem Càrn Dearg im Nordosten oder dem Beinn Eibhinn im Südwesten. Der Geal-Chàrn wird dann jeweils über den Hauptgrat erreicht. Er kann auch direkt vom Bealach Dubh aus über seine steilen Südhänge bestiegen werden. Anspruchsvoller und teils ausgesetzt ist die Klettertour über die Lancet Edge. Ausgangspunkt für alle Varianten ist entweder Dalwhinnie im Nordosten oder Corrour Station im Südwesten, beide jeweils über 16 Kilometer vom Geal-Chàrn entfernt. Culra Bothy als einzige mögliche Übernachtung in weitem Umkreis ohne Nutzung eines Zelts ist seit 2015 aufgrund Asbestbelastung geschlossen.